# دانی وبر
دانی وبر (انگلیسی: Danny Webber؛ زادهٔ ۲۸ دسامبر ۱۹۸۱) یک بازیکن فوتبال است.